# Custom publishing
Custom publishing – narzędzie marketingowe, wykorzystujące techniki wydawnicze w celu osiągnięcia przewagi konkurencyjnej z zakresu pozyskiwania nowych klientów, budowania lojalności, zwiększania świadomości marki oraz jej wzmacniania, a także narzędzie komunikacji wewnętrznej z pracownikami lub innymi grupami wewnętrznymi w przedsiębiorstwie, służące: informowaniu, motywowaniu, integrowaniu, edukowaniu, budowaniu kultury firmowej. Publikacja jest realizowana na zlecenie i sprzyja osiąganiu celów marketingowych, public relations (PR), komunikacyjnych.
Do wydawnictw tego typu zalicza się
- magazyny tradycyjne (papierowe),
- newslettery,
- magazyny internetowe (e-ziny),
- katalogi,
- książki,
- a także dostarczanie treści (artykułów, filmów, nagrań, zdjęć) do istniejących już publikacji.

Firmy dostarczające usługę custom publishing łączą w sobie działania agencji reklamowej, agencji public relations, firmy wydawniczej, redakcyjnej, a także drukarni.